# Новониколаевское сельское поселение (Крым)
Новониколаевское сельское поселение (укр. Новомиколаївське сільське поселення, крымскотат. Къачан кой юрту, Qaçan köy yurtu) — муниципальное образование в Ленинском районе Республики Крым России, на Керченском полуострове.
Административный центр и единственный населённый пункт сельского поселения — село Новониколаевка.

## Население
| 2001  | 2014  | 2015  | 2016  | 2017  | 2018  | 2019  |
| ----- | ----- | ----- | ----- | ----- | ----- | ----- |
| 1405  | ↘1172 | ↘1171 | ↘1154 | ↘1138 | ↘1115 | ↘1096 |
| 2020  | 2021  |       |       |       |       |       |
| ↘1074 | ↘1030 |       |       |       |       |       |

## История
В советское время (до 1926 года) был образован Новониколаевский сельский совет. Ранее входил в состав Ильичёвского сельсовета.
Статус и границы Новониколаевского сельского поселения установлены Законом Республики Крым от 5 июня 2014 года № 15-ЗРК «Об установлении границ муниципальных образований и статусе муниципальных образований в Республике Крым».